# Feria de Abril

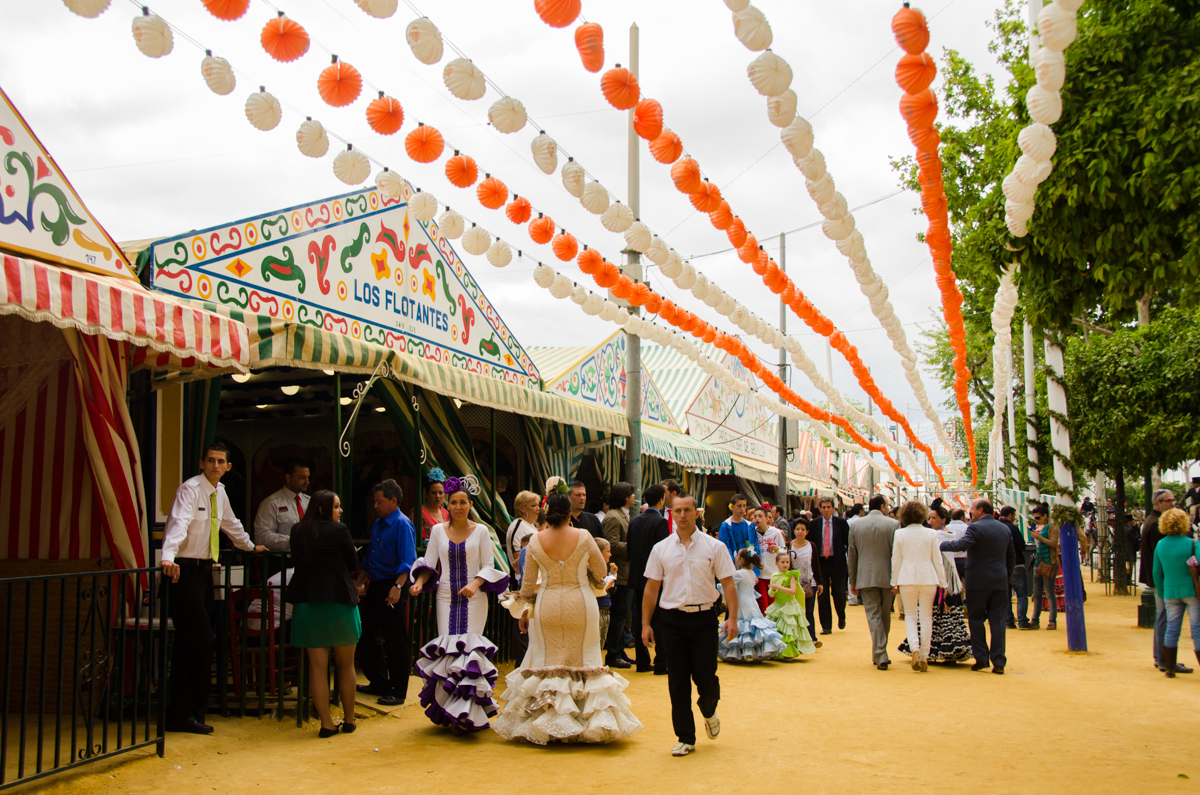
La calle Juan Belmonte.

La Feria de Abril (Festa di aprile) o Feria de Sevilla (Festa di Siviglia) è una festa di primavera che si celebra ogni anno a Siviglia.
Durante la festa la gente si riunisce in un'area denominata Real de la Feria con strade e casette ornate di lanterne luminose allestite per l'occasione. La festa si tiene una o due settimane dopo la Settimana santa e accoglie circa 500.000 visitatori al giorno di cui molti si spostano a cavallo o in carrozza e vestiti con abiti tradizionali.
In Spagna è stata dichiarata dal ministero del turismo come una Festa di interesse turistico internazionale.

## Usanze della festa
Durante la festa è di uso comune indossare il traje de flamenca, l'abito tradizionale andaluso, che è spesso indossato anche nelle feste come la Romería e Las Cruces. 
La musica tradizionale della festa è la sevillana, un genere di musica ballabile che usa strumenti quali tamburelli, sonagli e nacchere, mentre un'altra usanza è quella di bere vino bianco come il fino di Jerez de la Frontera o la manzanilla di Sanlúcar de Barrameda. Dagli anni 2000 è diventato molto popolare il rebujito, una bevanda composta da vino manzanilla e gazzosa.

## Strade o Calles

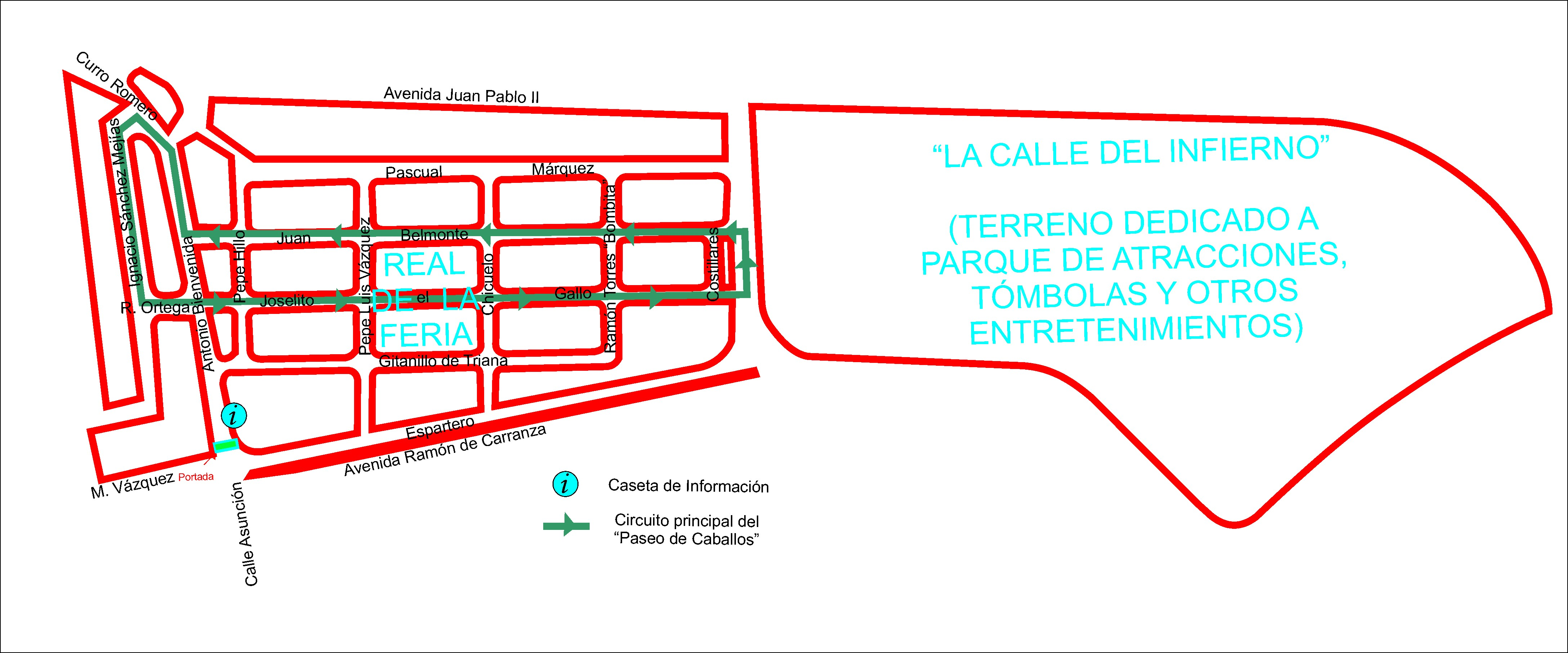
Mappa delle strade della Feria de Abril de Sevilla.

Le strade della Real de la Feria de Abril prendono il nome da illustri toreri della provincia di Siviglia
- Juan Belmonte
- Curro Romero
- Rafael Gómez Ortega "el Gallo"
- José Gómez Ortega "Joselito el Gallo"
- Ignacio Sánchez Mejías
- Francisco Vega de los Reyes "Gitanillo de Triana"

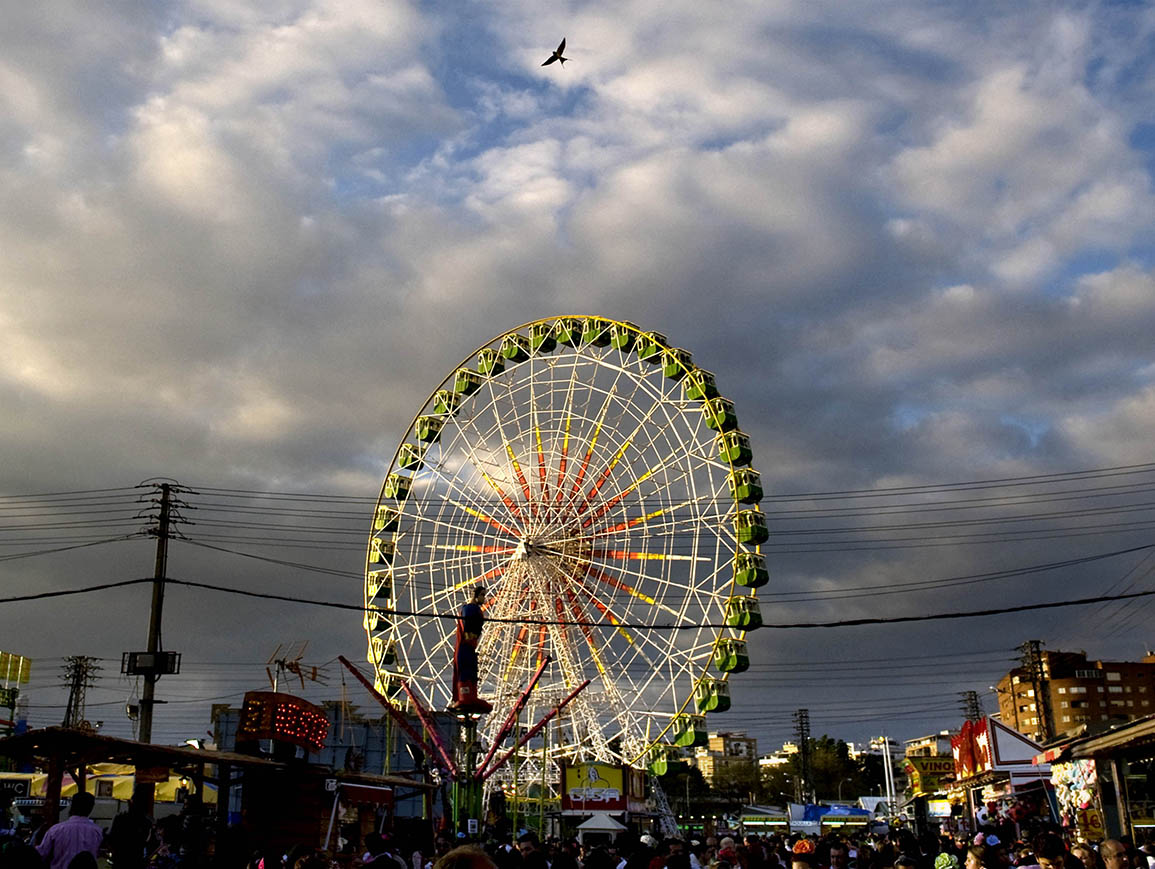
Ruota panoramica nella calle del Infierno

- Pascual Márquez Díaz
- José Delgado Guerra "Pepe-Hillo"
- Pepe Luis Vázquez
- Manuel Jiménez Moreno "Chicuelo"
- Antonio Bienvenida
- Joaquín Rodríguez "Costillares"
- Manuel García Cuesta "Espartero"
- Manolo Vázquez
- Ricardo Torres Reina "Bombita"Ruota panoramica nella calle del Infierno

## La "calle del infierno"
Con il nome di "calle del Infierno" si indica il parco d'attrazioni che si trova vicino alla Real de la Feria. I vari giochi degli ambulanti sono conosciuti come cacharritos e sono più di 100, che lo rendono il più grande parco giochi temporaneo della Spagna.